# Simone Carretta
Simone Carretta (Modena, ... – ...; fl. 1536-1586) è stato un pittore italiano del manierismo.

## Biografia
Ci sono pochi dettagli biografici sulla sua vita. Nacque a Modena  e sembra abbia subito l'influenza di Fra Bartolomeo. Si dice che sia fuggito da Modena per motivi politici. È noto per aver dipinto tre pale d'altare:
- Matrimonio mistico di Santa Caterina (1538) per la chiesa dei Santi Michele e Caterina, Colognora di Valdiroggio (Pescaglia - Lucca)
- Madonna in trono con Bambino e Santi (1556) per la chiesa parrocchiale di San Bartolomeo di Piegaio (Pescaglia)
- Madonna con Bambino e Santi Paolo, Pietro e Angelo con piatto (1568) per la chiesa parrocchiale di Trassilico in Garfagnana, (Gallicano - Lucca)